# Sleep
Sleep és una ordre Unix que atura l'execució d'un programa en l'intèrpret d'ordres durant un temps especificat.

## Exemples
```
$ sleep 
número
[sufix]...
```

On número és una opció obligatòria que especifica la quantitat de temps que s'aturarà el procés.
El sufix és opcional i indica la unitat del període:
- s (segons)
- m (minuts)
- h (hores)
- d (dies)

Si no s'indica de forma explícita, la unitat predeterminada són els segons. L'ordre:
```
$ sleep 5 
```

Atura el fil d'execució de l'intèrpret d'ordres durant 5 segons.
L'ordre:
```
$ sleep 3h; mplayer foo.mp3
```

Espera 3 hores i aleshores executa el fitxer d'àudio en format MP3 foo.mp3 amb el programa mplayer.